# Клифърд Скот
Клифърд Скот (на английски: William Clifford Munro Scott) е английски психоаналитик.

## Биография
Роден е на 11 март 1903 година в Онтарио, Канада. Първоначално учи медицина в Университета в Торонто, а след това специализира психиатрия в Ню Йорк и Балтимор. През 1931 г. отива в Британското психоаналитично общество да се обучава на психоанализа. Той е първия кандидат на Мелани Клайн за психоаналитик и завършва обучението си през 1933 г., докато работи с Ърнест Джоунс и Ела Шарп. През 1935 става член на обществото и се обучава на детска анализа. Започва работа в болницата Модсли, а след това и в Касел.
Творчеството му е насочено към проблемите на манийно-депресивните разстройства, шизофренията и образа за тялото. Той е смятан за част от групата на независимите по време на спорните дискусии. Между 1947 и 1953 г. е директор на клиниката към института на обществото. През 1953 г. става президент на Британското психоаналитично общество, но се отказва, за да се прибере в Канада, където помага за създаването на Канадското психоаналитично общество. Той става и негов първи президент.
Умира на 19 януари 1997 година в Лондон, Онтарио, на 93-годишна възраст.